# Biên Hòa
Biên Hòa es la capital de la provincia de Dong Nai, en la zona de Región Sureste de Vietnam. Abarca una superficie de unos 268 km²; y su población es de 800,000 habitantes (2011). Sus coordenadas son 10°57′N, 106°49′E, a unos 1530 kilómetros al sur de Hanói, 25 kilómetros al norte de Ciudad Ho Chi Minh y 90 kilómetros al norte de Vung Tau. 

## Administración
Bien Hoa está subdividida en 30 subdivisiones, 23 urbanas (phường) y 7 rurales (xã).